# گمینا دوبیچه تسرکیونه
گمینا دوبیچه تسرکیونه (به لهستانی:  Gmina Dubicze Cerkiewne) یک گمینا در لهستان است که در شهرستان خاینووکا واقع شده‌است. گمینا دوبیچه تسرکیونه ۱۵۱٫۱۹ کیلومتر مربع مساحت و ۱٬۸۷۱ نفر جمعیت دارد.